# Першотравневое (Генический район)

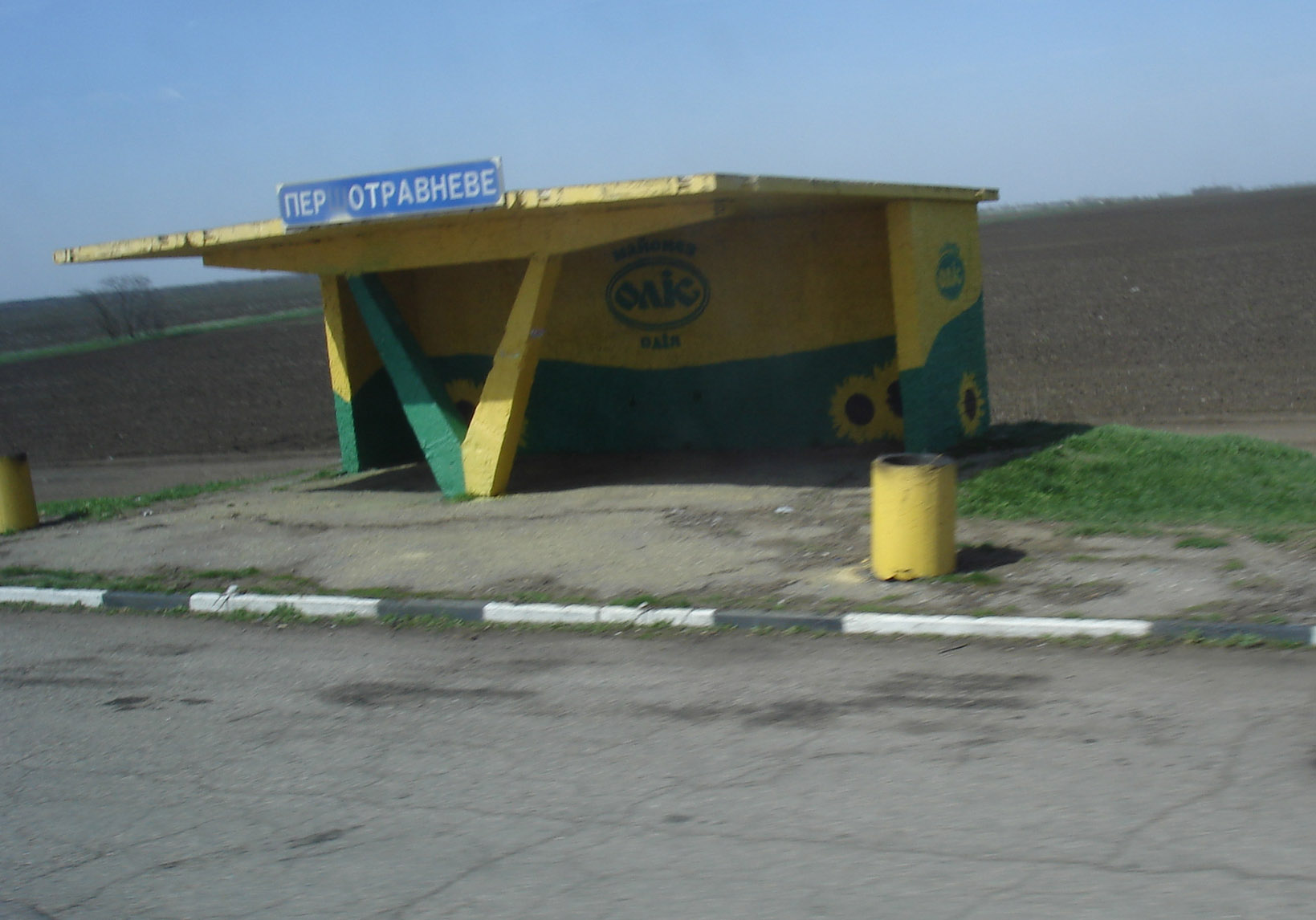
Першотравневое на автодороге М-14

Першотравневое (укр. Першотравневе) — село в Ивановской поселковой общине Генического района Херсонской области Украины.
Население по переписи 2001 года составляло 733 человека. Почтовый индекс — 75412. Телефонный код — 5531.

## География
Расположено на реке Большая Калга. Занимает площадь 53,312 км².

## Происхождение названия
Село было названо в честь праздника весны и труда Первомая, отмечаемого в различных странах 1 мая; в СССР он назывался Международным днём солидарности трудящихся.
На территории Украиской ССР имелись 50 населённых населённых пунктов с названием Першотравневое и 27 — с названием Первомайское.

## Местный совет
75412, Херсонская обл., Ивановский р-н, с. Першотравневое, ул. Гагарина, 28